# Горшовски-Тин
Горшовски-Тин (чеш. Horšovský Týn, нем. Bischofteinitz) — город и муниципалитет с расширенными полномочиями на юго-западе Чешской Республики в районе Домажлице Пльзенского края.

## История
Первые письменные упоминания относятся к 1184 году. В XIII веке здесь был построен замок, а в XIV веке Горшовски-Тин получил статус города. В 1547 году город пережил крупный пожар, после которого начались перестройки и реконструкции в стиле ренессанс. С началом XX века в городе развивается малая промышленность. Это способствовало строительству через город железной дороги Станьков-Побежовице.

## География
Расположен в 10 км к северу от города Домажлице и в 42 км к юго-западу от Пльзеня, на реке Радбуза, на высоте 376 м над уровнем моря.

## Население
| Год  | Численность | Численность |
| ---- | ----------- | ----------- |
| 1869 | 4851        | [ 4 ]       |
| 1880 | 5168        | [ 4 ]       |
| 1890 | 4942        | [ 4 ]       |
| 1900 | 4791        | [ 4 ]       |
| 1910 | 5148        | [ 4 ]       |
| 1921 | 5250        | [ 4 ]       |
| 1930 | 5179        | [ 4 ]       |
| 1950 | 3805        | [ 4 ]       |
| 1961 | 4094        | [ 4 ]       |
| 1970 | 4052        | [ 4 ]       |
| 1980 | 4966        | [ 4 ]       |
| 1991 | 5047        | [ 4 ]       |
| 2001 | 4938        | [ 4 ]       |
| 2011 | 4924        | [ 4 ]       |
| 2014 | 4994        | [ 5 ]       |
| 2016 | 4961        | [ 6 ]       |
| 2017 | 5013        | [ 7 ]       |
| 2018 | 4986        | [ 8 ]       |
| 2019 | 5006        | [ 9 ]       |
| 2020 | 5034        | [ 10 ]      |
| 2021 | 4987        | [ 11 ]      |
| 2022 | 4839        | [ 12 ]      |
| 2023 | 5132        | [ 13 ]      |
| 2024 | 5227        | [ 2 ]       |

Население по данным переписи 2001 года насчитывало 4938 человек. Основными национальными меньшинствами были немцы и словаки. Доля верующего населения составляет 22,90 %, из них 87,27 % относят себя к римско-католической церкви. Доля детей до 15 лет составляет 14,88 %. По данным на тот же 2001 год уровень безработицы в городе составляет 5,42 %

## Города-побратимы
- Гроссаффольтерн, Швейцария
- Наббург, Германия

## Галерея

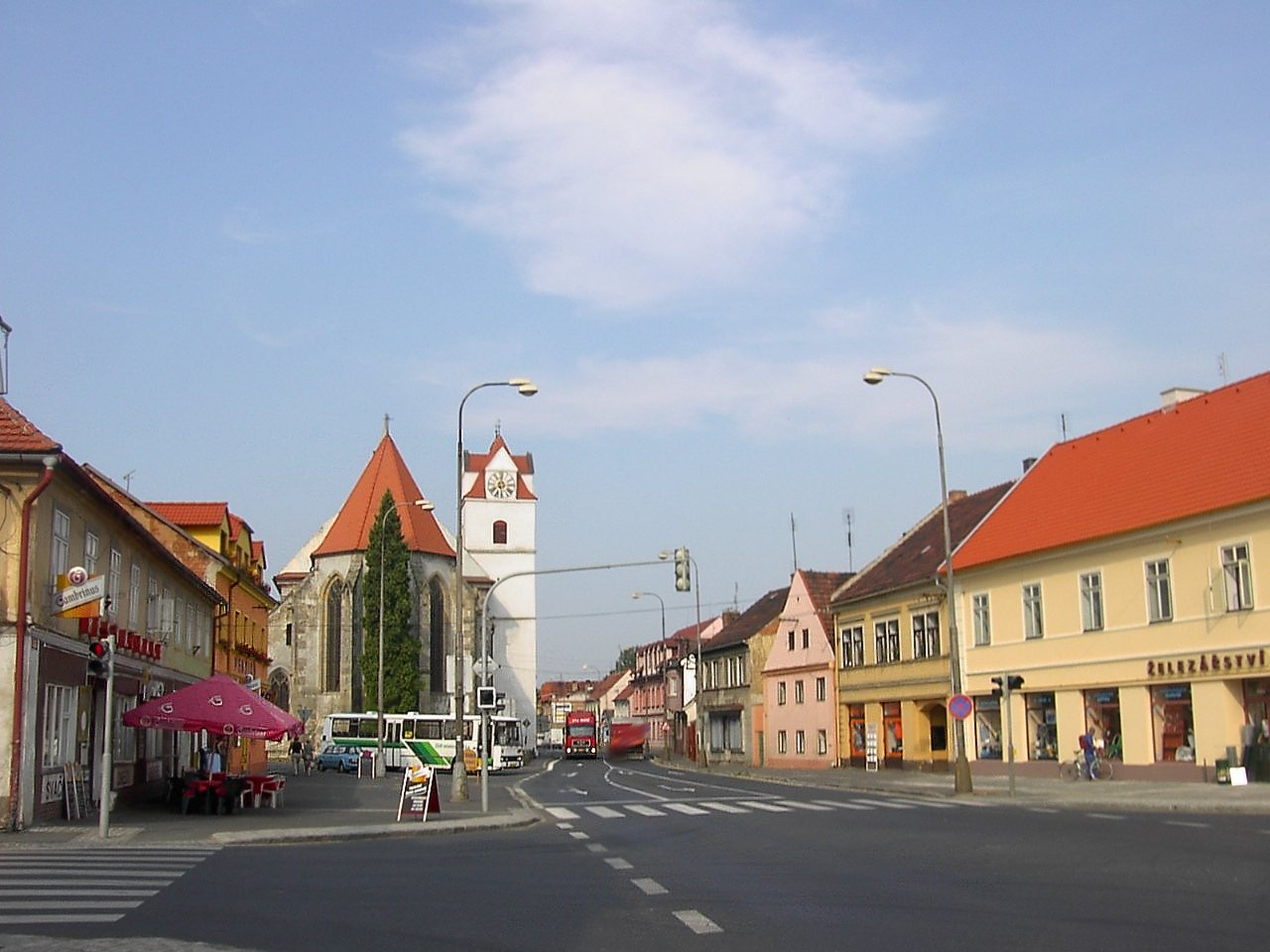
Церковь св. Аполинарии
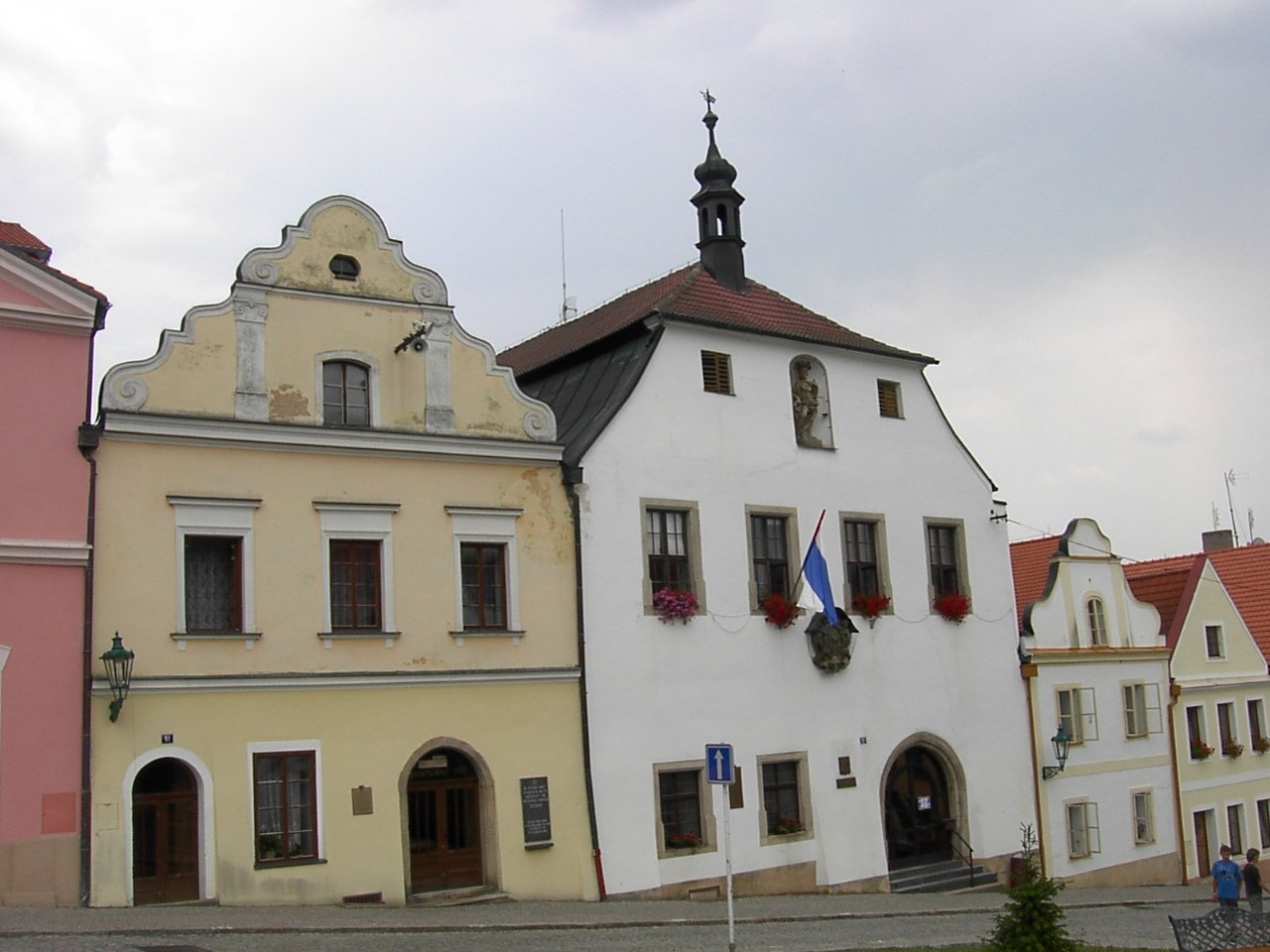
Ратуша
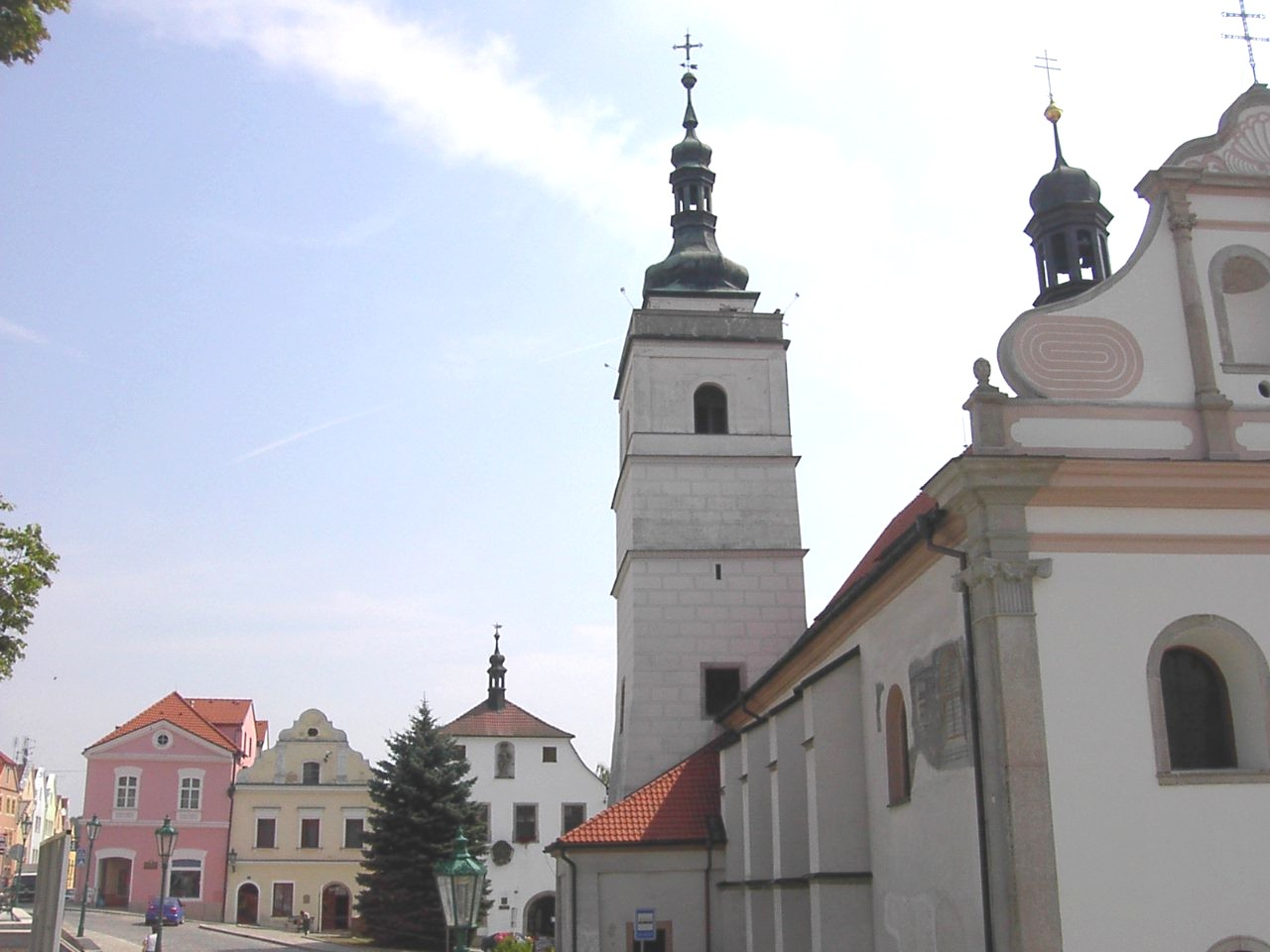
Церковь св. Петра и Павла на Площади республики